# Roni
Roniéliton Pereira dos Santos lub w skrócie Roni (ur. 28 kwietnia 1977 w Aurorze) to brazylijski napastnik. Obecnie gra w Gambie Osaka. Zagrał 6 razy i strzelił 4 gole w reprezentacji Brazylii.

## Sukcesy
- Liga brazylijska (3 poziom): 1999
- Liga stanowa Rio de Janeiro: 2002, 2007
- Liga stanowa Goias: 2006
- Liga brazylijska (2 poziom): 2006